# Greensboro (Alabama)
Pour les articles homonymes, voir Greensboro (homonymie).
Greensboro est une municipalité américaine, chef-lieu (siège) du comté de Hale, dans l'État de l'Alabama.
Selon le recensement de 2010, sa population est de 2 497 habitants. La municipalité s'étend sur 2,39 milles carrés (6,19 km2).
La ville est nommée en l'honneur du général Nathanael Greene, héros de la guerre d'indépendance.

## Démographie
| 1850  | 1870  | 1880  | 1890  | 1900  | 1910  | 1920  | 1930  |
| ----- | ----- | ----- | ----- | ----- | ----- | ----- | ----- |
| 2 500 | 1 760 | 1 833 | 1 759 | 2 416 | 2 048 | 1 809 | 1 795 |

| 1940  | 1950  | 1960  | 1970  | 1980  | 1990  | 2000  | 2010  |
| ----- | ----- | ----- | ----- | ----- | ----- | ----- | ----- |
| 2 034 | 2 217 | 3 081 | 3 371 | 3 248 | 3 047 | 2 731 | 2 497 |

## Personnalités
- Alfred Chapman (1829-1915), avocat et investisseur immobilier américain, est né à Greensboro.